# ISO 3166-2:KM
L'Organisation internationale de normalisation a donné l'ISO 3166-2 pour les Comores, comme standard de codage des sous-divisions administratives.

## Îles autonomes (3)
- KM-A Anjouan
- KM-G Grande-Comore
- KM-M Mohéli